# Cattleya hybrida
Cattleya hybrida är en orkidéart som beskrevs av Harry James Veitch. Cattleya hybrida ingår i släktet Cattleya och familjen orkidéer. Inga underarter finns listade i Catalogue of Life.